# Muhammed Furkan Özbek
Muhammed Furkan Özbek (* 24. ledna 2001 Yozgat) je turecký vzpěrač. Zvítězil na Letních olympijských hrách mládeže 2018 v Buenos Aires. Roku 2019 se stal juniorským mistrem Evropy ve váze do 67 kg. Startoval na Letních olympijských hrách 2020, kde vzepřel v trhu 142 kg a obsadil šesté místo, avšak v nadhozu nezaznamenal ani jeden platný pokus a nebyl klasifikován. Roku 2021 se stal juniorským mistrem světa. Téhož roku vyhrál poprvé seniorské mistrovství Evropy ve vzpírání a o rok později titul obhájil. V roce 2022 získal stříbrnou medaili v nadhozu na Středomořských hrách v Oranu. Na mistrovství světa ve vzpírání v roce 2023 skončil třetí v nadhozu i v celkové klasifikaci. Na evropském šampionátu v Sofii v únoru 2024 obsadil ve dvojboji druhé místo za domácím Božidarem Andreevem. Jeho osobní rekordy jsou 152 kg v trhu a 190 kg v nadhozu. Díky postavení v žebříčku Mezinárodní vzpěračské federace si zajistil účast v soutěži do 73 kg na LOH 2024.